# Erik Streňo
Erik Streňo (sinh 29 tháng 9 năm 1990) là một tiền đạo bóng đá Slovakia hiện tại thi đấu cho 1. FC Tatran Prešov.

## Sự nghiệp câu lạc bộ

### 1. FC Tatran Prešov
Streňo ra mắt tại Fortuna Liga cho 1. FC Tatran Prešov trước MFK Ružomberok ngày 16 tháng 7 năm 2016.